# Taylor Dayne
Taylor Dayne, pseudonimo di Leslie Wunderman (Baldwin, 7 marzo 1962), è una cantante e attrice statunitense.

## Biografia
Ha debuttato con lo pseudonimo di Les Lee, registrando i singoli "I'm The One You Want" e "Tell Me Can You Love Me".

## Discografia

### Album studio
| Anno | Informazioni                                                         | Massima posizione in classifica | Massima posizione in classifica | Massima posizione in classifica | Vendite e certificazioni                                                              |
| Anno | Informazioni                                                         | U.S.                            | U.S. R&B                        | UK                              | Vendite e certificazioni                                                              |
| ---- | -------------------------------------------------------------------- | ------------------------------- | ------------------------------- | ------------------------------- | ------------------------------------------------------------------------------------- |
| 1988 | Tell It to My Heart - 1º Studio Album - Pubblicato: 19 gennaio, 1988 | 21                              | 27                              | 24                              | - Vendite mondiali: n/a - Certificazione RIAA: 2x Platinum - Certificazione IFPI: n/a |
| 1989 | Can't Fight Fate - 2º Studio Album - Pubblicato: 17 ottobre, 1989    | 25                              | -                               | -                               | - Vendite mondiali: n/a - Certificazione RIAA: 3x Platinum - Certificazione IFPI: n/a |
| 1993 | Soul Dancing - 3º Studio Album - Pubblicato: 13 luglio, 1993         | 51                              | -                               | -                               | - Vendite mondiali: n/a - Certificazione RIAA: Gold - Certificazione IFPI: n/a        |
| 1998 | Naked Without You - 4º Studio Album - Pubblicato: 6 ottobre, 1998    | -                               | -                               | -                               | - Vendite mondiali: n/a - Certificazione RIAA: n/a - Certificazione IFPI: n/a         |
| 2008 | Satisfied - 5º Studio Album - Pubblicato: 5 febbraio, 2008           | 179                             | -                               | -                               | - Vendite mondiali: n/a - Certificazione RIAA: n/a - Certificazione IFPI: n/a         |

### Compilation
| Anno | Album                                    | U.S. | U.S. R&B | UK | Certificazione RIAA ed altre informazioni |
| ---- | ---------------------------------------- | ---- | -------- | -- | ----------------------------------------- |
| 1995 | Greatest Hits                            | -    | -        | -  | hits compilation album                    |
| 1999 | Performance                              | -    | -        | -  | live album                                |
| 1999 | Master Hits: Taylor Dayne                | -    | -        | -  | U.S. hits compilation                     |
| 2002 | The Best of Taylor Dayne                 | -    | -        | -  | European hits compilation                 |
| 2003 | Platinum & Gold Collection: Taylor Dayne | -    | -        | -  | U.S. hits compilation                     |
| 2005 | Whatever You Want/Naked Without You      | -    | -        | -  | EP of remixes                             |
| 2005 | Dance Diva: Remixes & Rarities           | -    | -        | -  |                                           |
| 2006 | Can't Get Enough of Your Love            | -    | -        | -  | Double-CD hits compilation                |

### Singoli
| Anno | Canzone                               | U.S. Hot 100 | U.S. Dance | U.S. AC | UK singles | Album                               |
| ---- | ------------------------------------- | ------------ | ---------- | ------- | ---------- | ----------------------------------- |
| 1987 | "Tell It to My Heart"                 | 7            | 4          | -       | 3          | Tell It to My Heart                 |
| 1988 | "Prove Your Love"                     | 7            | 1          | -       | 8          | Tell It to My Heart                 |
| 1988 | "I'll Always Love You"                | 3            | -          | 2       | 41         | Tell It to My Heart                 |
| 1989 | "Don't Rush Me"                       | 2            | 6          | 3       | 76         | Tell It to My Heart                 |
| 1989 | "With Every Beat of My Heart"         | 5            | 8          | 22      | 53         | Can't Fight Fate                    |
| 1990 | "Love Will Lead You Back"             | 1            | -          | 1       | 69         | Can't Fight Fate                    |
| 1990 | "I'll Be Your Shelter"                | 4            | -          | 15      | 43         | Can't Fight Fate                    |
| 1990 | "Heart of Stone"                      | 12           | -          | 8       | -          | Can't Fight Fate                    |
| 1993 | "Can't Get Enough of Your Love, Babe" | 20           | 2          | 15      | 14         | Soul Dancing                        |
| 1993 | "Send Me a Lover"                     | 50           | -          | 19      | -          | Soul Dancing                        |
| 1994 | "I'll Wait"                           | 103          | 3          | -       | 29         | Soul Dancing                        |
| 1994 | "Original Sin"                        | -            | -          | -       | 63         | L'Uomo Ombra soundtrack             |
| 1995 | "Say a Prayer"                        | -            | 7          | -       | 58         | Greatest Hits                       |
| 1996 | "Tell It to My Heart" (remix)         | -            | -          | -       | 23         | Greatest Hits                       |
| 1998 | "Whatever You Want"                   | -            | 6          | -       | -          | Naked Without You                   |
| 1998 | "Naked Without You"                   | -            | 3          | -       | -          | Naked Without You                   |
| 1999 | "Planet Love"                         | -            | 1          | -       | -          | Flawless - Senza difetti soundtrack |
| 2002 | "How Many"                            | -            | 6          | -       | -          | Circuit soundtrack                  |
| 2003 | "Supermodel"                          | -            | -          | -       | -          | The Lizzie McGuire Movie soundtrack |
| 2007 | "I'm Not Featuring You"               | -            | 2          | -       | -          | No album                            |
| 2007 | "Beautiful"                           | -            | 1          | 23      | -          | Satisfied                           |
| 2008 | "My Heart Can't Change"               | -            | -          | -       | -          | Satisfied                           |

### Apparizioni televisive
- One Moment in Time: 1988 Summer Olympics Album (1988) - canzone: "Willpower"
- Fried Green Tomatoes colonna sonora (1991) - canzone: "Danger, Heartbreak Dead Ahead"
- L'Uomo Ombra colonna sonora (1994) - canzone: "Original Sin"
- Searching For Jimi Hendrix (1999) - canzone: "The Wind Cries Mary"
- Flawless - Senza difetti colonna sonora (2000) - canzone: "Planet Love"
- Circuit colonna sonora (2002) - canzone: "How Many"
- The Lizzie McGuire Movie colonna sonora (2003) - canzone: "Supermodel"

### Video musicali
| Anno | Video                           | Direttore                  |
| ---- | ------------------------------- | -------------------------- |
| 1987 | "Tell It to My Heart"           | Scott Kalvert & S.A. Baron |
| 1988 | "Prove Your Love"               | Peter Lippman              |
| 1988 | "I'll Always Love You"          | Peter Israelson            |
| 1989 | "Don't Rush Me"                 | David Hogan                |
| 1989 | "With Every Beat of My Heart"   | David Kellogg              |
| 1990 | "Love Will Lead You Back"       | Nigel Dick                 |
| 1990 | "I'll Be Your Shelter"          | Dominic Sena               |
| 1990 | "Heart of Stone"                | Scott Kalvert              |
| 1993 | "Can't Get Enough of Your Love" | Randee St. Nicholas        |
| 1993 | "Send Me a Lover"               |                            |
| 1994 | "I'll Wait"                     |                            |
| 1994 | "Original Sin"                  | Russell Mulchany           |
| 2007 | "Beautiful"                     |                            |